# Luitpold Adam der Ältere
Luitpold Adam der Ältere (* 23. Februar 1888 in München; † 20. August 1950 in Frauenau) war ein deutscher Maler.

## Leben
Adam wurde 1888 als zwölftes Kind des Malers Emil Adam geboren. Er besuchte 1904/05 eine private Zeichenschule in München, ab 1905 studierte er an der Akademie für Bildende Künste in München zwei Jahre in der Zeichenklasse von Gabriel von Hackl und vier Jahre in der Malklasse von Karl von Marr und Walter Thorm. Ab 1911 arbeitete er als selbstständiger Maler. Im folgenden Jahr trat er der Münchner Künstlergenossenschaft bei.
Im Ersten Weltkrieg ging Adam als Freiwilliger zum Militär. Er wurde nach Frankreich verlegt und nahm 1914 am Sturm auf Wijtschate sowie 1915 an der Schlacht von Neuve-Chapelle teil. Ab März 1915 war er bei Fromelles in Nordfrankreich stationiert. In dieser Zeit entstanden zahlreiche Skizzen und Fotografien. 1916 erlitt er bei Verdun eine Verletzung. Nach dem Krieg berief man Adam 1919 an das Bild- und Filmamt in Berlin.
Bereits zum 1. Mai 1932 trat Adam der NSDAP bei (Mitgliedsnummer 1.145.864) und war 1939 auch Mitglied der DAF, NSV, NS-Kriegsopferversorgung und des Frontkämpferbundes bildender Künstler. Er nahm 1937 in Magdeburg  an der Ausstellung des Frontkämpferbundes teil und zeigte dort mehrere Kriegsbilder. Das von Adam 1938 in Berlin in der Frühjahrsausstellung des Frontkämpferbundes gezeigte Bild SA-Mann wurde in der Nazi-Presse besonders erwähnt. Ab 1941 war Adam Leiter der Gruppe „Maler- und Pressezeichner“ in der Propaganda-Ersatzabteilung in Potsdam. Kurz vor Ende des Krieges rettete Adam das Archiv dieser Abteilung in den Bayerischen Wald. Im August 1946 übergab er das bei Zwiesel versteckte Archiv an die US-amerikanische Armee.
Nach dem Zweiten Weltkrieg lebte Luitpold Adam der Ältere in Frauenau, wo er wieder als selbstständiger Künstler arbeitete.
Ab 1938 war Adam mit Helene Levermann verheiratet. Außerdem war er der Bruder des Malers Richard Benno Adam und des Geistlichen Rats Ernst Adam.

## Werk
Neben den Kriegsdarstellungen aus dem Ersten und Zweiten Weltkrieg malte Adam vor allem Porträts in einer an der Münchener Malerschule orientierten realistischen Porträtauffassung. Außerdem schuf er Bilder mit christlichen Themen. Als Bildhauer war er für die Porzellanmanufaktur Rosenthal in Selb tätig.